# Plinthograptis iitae
Plinthograptis iitae (Razowski, 2013) è una specie di falena della famiglia Tortricidae. Si trova in Nigeria.
L'apertura alare è di circa 14 mm.

## Etimologia
Il nome della specie si riferisce agli Iita, il tipo di località che abita in quelle zone.